# Alameda El Tunal
La Alameda El Tunal se encuentra ubicado en el sur de Bogotá en la localidad de Tunjuelito en el barrio de su mismo nombre. Este paseo peatonal integra al Parque Metropolitano El Tunal con avenidas cercanas.
Las comunidades de El Tunal, Bosa Laureles, Santa Fe y Arbozadora Alta son las principales beneficiadas de este espacio.
El corredor forma parte del plan de recuperación del espacio público de la zona y circunscribe el parque de su mismo nombre con una alameda de 10 metros de los cuales cuatro son para bicicletas y seis para caminos peatonales.